# The Everlasting Guilty Crown
Singles de EGOIST (supercell)
Departures ～Anata ni Okuru Ai no Uta～
(2011)
Singles par supercell
Departures ～Anata ni Okuru Ai no Uta～
(2011) Kokuhaku / Bokura no Ashiato
(2012)
The Everlasting Guilty Crown est un single composé par ryo du groupe supercell sorti le 7 mars 2012 chez Aniplex,, sous le nom de groupe fictif EGOIST ce groupe est tiré de l'anime Guilty Crown. Les chansons sont chantés par chelly. La jaquette a été réalisée par redjuice.
The Everlasting Guilty Crown est le 2e opening de l'anime Guilty Crown.

## Pistes du single
Toutes les chansons sont écrites et composées par ryo,.
| No | Titre                                                                                 | Durée |
| -- | ------------------------------------------------------------------------------------- | ----- |
| 1. | The Everlasting Guilty Crown                                                          | 5:28  |
| 2. | Kimi Sora Kiseki (キミソラキセキ)                                                     | 5:08  |
| 3. | The Everlasting Guilty Crown BOOM BOOM SATELLITES remix -The Last Moment Of The Dawn- | 7:55  |
| 4. | The Everlasting Guilty Crown -TV Edit-                                                | 1:36  |
| 5. | The Everlasting Guilty Crown ～Instrumental～                                         | 5:27  |
| 6. | Kimi Sora Kiseki (キミソラキセキ～Instrumental～)                                     | 5:05  |
| 7. | The Everlasting Guilty Crown ～(TV Edit) Instrumental～                               | 1:35  |

## Charts
| Chart (2010)                   | Position |
| ------------------------------ | -------- |
| Oricon Classement hebdomadaire | 7        |
| FRIDAY SUPER COUNTDOWN 50 (ja) | 17       |